# Tháp Hoa mặt trời
Tháp hoa năng lượng mặt trời của AORA là một máy phát điện lai sử dụng năng lượng mặt trời và các nhiên liệu thay thế, bao gồm cả nhiên liệu diesel, khí tự nhiên, khí tự nhiên hóa lỏng, khí sinh học, và nhiên liệu sinh học, để cung cấp một nguồn năng lượng không đổi xanh mục tiêu cho sản xuất quy mô cộng đồng. Một mô-đun, được gọi là tháp Hoa mặt trời - bởi vì nó trông giống như một bông tulip màu vàng tạo ra khoảng 100 kW điện. Các cơ sở của thiết kế là sử dụng năng lượng mặt trời đốt nóng không khí nén để quay một tuabin vi mô. Điều làm cho vi tuabin này độc đáo là hiệu quả của các khối năng lượng nhỏ hơn, cho phép xây dựng quy mô nhỏ, có nghĩa là hoạt động đơn giản hơn và cần ít đất.

## AORA
Trước đây được biết đến như EDIG Solar, AORA là một công ty Israel phát triển máy phát điện năng lượng mặt trời-lai. Nhóm EDIG của các công ty đã ký hợp đồng dự án kỹ thuật với các tổ chức như Bộ Quốc phòng (Israel), El Al Israel Airlines, và cung cấp dịch vụ Y tế Quốc gia. EDIG hiện nay có một mối quan hệ với Viện Khoa học Weizmann, cung cấp dịch vụ kỹ thuật. Đó là tại Viện Khoa học Weizmann, nơi mà các công nghệ nhiệt mặt trời được phát triển. Sau khi công nghệ đã được cấp phép cho EDIG, tiến bộ tiếp tục được phát triển cho đến khi họ quyết định chuyển bộ phận năng lượng mặt trời mới của họ vào một công ty con, EDIG Solar, bây giờ được gọi là AROA.

## Tháp làm việc như thế nào
Trong nửa mẫu Anh đất (khoảng 40% của một sân bóng đá), một mô-đun tháp năng lượng mặt trời được bao quanh bởi ba mươi heliostats phản ánh tia mặt trời vào một máy thu năng lượng mặt trời đặc biệt bên trong mô-đun. Bộ thu này đốt nóng không khí nén của tua-bin khoảng 1.000 °C, và không khí nóng này được gửi vào bộ giãn nở của tua-bin để tạo ra điện lực 